# Aldo Montano (esgrimidor, 1910)
Aldo Montano (Livorno, 23 de noviembre de 1910-Livorno, 2 de septiembre de 1996) fue un deportista italiano que compitió en esgrima, especialista en la modalidad de sable.
Participó en dos Juegos Olímpicos de Verano en los años 1936 y 1948, obteniendo dos medallas, plata en Berlín 1936 y plata en Londres 1948. Ganó ocho medallas en el Campeonato Mundial de Esgrima entre los años 1934 y 1950.

## Palmarés internacional
| Juegos Olímpicos   | Juegos Olímpicos          | Juegos Olímpicos | Juegos Olímpicos  |
| Año                | Lugar                     | Medalla          | Prueba            |
| ------------------ | ------------------------- | ---------------- | ----------------- |
| 1936               | Berlín (Alemania)         | Medalla de plata | Sable por equipos |
| 1948               | Londres (Reino Unido)     | Medalla de plata | Sable por equipos |
| Campeonato Mundial |                           |                  |                   |
| Año                | Lugar                     | Medalla          | Prueba            |
| 1934               | Varsovia (Polonia)        | Medalla de plata | Sable por equipos |
| 1935               | Lausana (Suiza)           | Medalla de plata | Sable por equipos |
| 1937               | París (Francia)           | Medalla de plata | Sable por equipos |
| 1938               | Pieštany (Checoslovaquia) | Medalla de oro   | Sable individual  |
| 1938               | Pieštany (Checoslovaquia) | Medalla de oro   | Sable por equipos |
| 1947               | Lisboa (Portugal)         | Medalla de oro   | Sable individual  |
| 1947               | Lisboa (Portugal)         | Medalla de oro   | Sable por equipos |
| 1950               | Montecarlo (Mónaco)       | Medalla de oro   | Sable por equipos |